# Enderbury
Enderbury je nenaseljeni koraljni otok u sastavu Kiribata.

## Zemljopis
Nalazi se u grupaciji otoka Phoenix, 63 km jugoistočno od Kantona i 73 km sjeverozapadno od Rawakija.

## Vanjske poveznice
|  | Zajednički poslužitelj ima još gradiva o temi Enderbury |